# Quận Dallas, Texas
Quận Dallas (tiếng Anh: Dallas County) là một quận trong tiểu bang Texas, Hoa Kỳ. Quận lỵ đóng ở thành phố Dallas6. Năm 2020, quận có dân số 2.613.539 người, khiến nó trở thành quận hạt đông dân thứ chín ở Hoa Kỳ. Quận Dallas được bao gồm trong khu vực thống kê đô thị Dallas-Arlington-Fort Worth - thường được gọi là Dallas-Fort Worth metroplex. Việc mở rộng thành phố trong Quận Dallas đã làm mờ ranh giới địa lý giữa các thành phố và giữa các quận lân cận.
Vào năm 2007, quận có dân số ước tính 2.366.511 và bây giờ là huyện thứ chín đông dân nhất tại Hoa Kỳ.
Thành phố quận lỵ Dallas cũng là thành phố lớn nhất trong quận, thành phố lớn thứ ba ở Texas, và thành phố lớn thứ tám tại Hoa Kỳ.

## Địa lý
Theo Cục Điều tra Dân số Hoa Kỳ, quận có tổng diện tích 909 dặm vuông Anh (2.350 km2), trong đó 873 dặm vuông Anh (2.260 km2) là diện tích đất và 36 dặm vuông Anh (93 km2) (4.0%) là diện tích mặt nước. 3.519 mẫu Anh của quận nằm trong 21 khu bảo tồn thiên nhiên thuộc sở hữu của quận, được mua lại thông qua Chương trình Không gian Mở của quận.

### Các xa lộ
| - Interstate 20 - Interstate 30 - Interstate 35E - Interstate 45 - Interstate 635 - Dallas North Tollway - President George Bush Turnpike | - Xa lộ Hoa Kỳ 67 - Xa lộ Hoa Kỳ 75 - Xa lộ Hoa Kỳ 77 - Xa lộ Hoa Kỳ 80 - Xa lộ Hoa Kỳ 175 | - Xa lộ tiểu bang 5 - Xa lộ tiểu bang 66 - Xa lộ tiểu bang 78 - Xa lộ tiểu bang 114 - Xa lộ tiểu bang 121 - Xa lộ tiểu bang 161 - Xa lộ tiểu bang 183 - Xa lộ tiểu bang 190 - Xa lộ tiểu bang 289 - Xa lộ tiểu bang 342 - Xa lộ tiểu bang 352 - Loop 12 |

### Quận giáp ranh
- Quận Collin (phía bắc)
- Quận Rockwall (phía đông bắc)
- Quận Kaufman (phía đông)
- Quận Ellis (phía nam)
- Quận Tarrant (phía tây)
- Quận Denton (tây bắc)
- Quận Johnson (tây nam)

## Thông tin nhân khẩu
Theo điều tra dân số 2 năm 2000, quận đã có dân số 2.218.899 người, 807.621 hộ gia đình, và 533.837 gia đình sống trong quận. Mật độ dân số là 2.523 người trên mỗi dặm vuông (974/km ²). Đã có 854.119 đơn vị nhà ở với mật độ trung bình là 971/sq mi (375/km ²). Cơ cấu chủng tộc của dân cư quận gồm 58,35% người da trắng, 20,31% người da đen hay người Mỹ gốc Phi, 0,56% người Mỹ bản xứ, 3,98% người châu Á, 0,06% người đảo Thái Bình Dương, 14,04% từ các chủng tộc khác, và 2,70% từ hai hoặc nhiều chủng tộc. 29,87% dân số là người Hispanic hay Latino thuộc chủng tộc nào.
Đã có 807.621 hộ, trong đó 35,10% có trẻ em dưới 18 tuổi sống chung với họ, 46,90% là các cặp vợ chồng sống với nhau, 14,10% có chủ hộ là nữ không có mặt chồng, và 33,90% là không lập gia đình. 27,30% của tất cả các hộ gia đình đã được tạo thành từ các cá nhân và 5,90% có người sống một mình 65 tuổi trở lên đã được người. Bình quân mỗi hộ là 2,71 và cỡ gia đình trung bình là 3,34.
Trong quận, cơ cấu độ tuổi dân cư với 27,90% ở độ tuổi dưới 18, 10,70% 18-24, 34,40% 25-44, 18,90% 45-64, và 8,10% người 65 tuổi trở lên. Tuổi trung bình là 31 năm. Cứ mỗi 100 nữ có 99,80 nam giới. Cứ mỗi 100 nữ 18 tuổi trở lên, đã có 98,00 nam giới.
Thu nhập trung bình cho một hộ gia đình trong quận đã được Mỹ $ 43.324, và thu nhập trung bình cho một gia đình là $ 49,062. Nam giới có thu nhập trung bình $ 34.988 so với 29.539 $ cho phái nữ. Thu nhập trên đầu cho các quận được $ 22,603. Giới 10,60% gia đình và 13,40% dân số sống dưới mức nghèo khổ, trong đó có 18,00% những người dưới 18 tuổi và 10,50% có độ tuổi từ 65 trở lên.

## Đô thị
| - Addison - Balch Springs - Cedar Hill† - Carrollton† - Cockrell Hill - Combine† - Coppell† - Dallas† | - DeSoto - Duncanville - Farmers Branch - Ferris† - Garland† - Glenn Heights† - Grand Prairie† - Grapevine† | - Highland Park - Hutchins - Irving - Lancaster - Lewisville† - Mesquite† - Ovilla† - Richardson† | - Rowlett† - Sachse† - Sand Branch (unincorporated) - Seagoville† - Sunnyvale - University Park - Wilmer - Wylie† |